# Škofija Gradec - Sekova
Škofija Gradec - Sekova (latinsko Dioecesis Graecensis-Seccoviensis, nemško Diözese Graz-Seckau) je rimskokatoliška sufraganska škofija, ki spada pod Metropolijo Salzburg. Škofijski sedež je v Gradcu. Škofija obsega območje celotne avstrijske dežele Štajerske. 

## Zgodovina
Sekovsko škofijo je 22. junija 1218 ustanovil tedanji salzburški nadškof Eberhard von Regensberg, z dovoljenjem papeža Honorija III., kot tretjo sufragansko salzburško škofijo, po Krški škofiji (1072) in Škofiji Chiemsko jezero (1215). Cesar Friderik II. je dal svoje soglasje 26. oktobra 1218 in podelil vsakokratnemu škofu tudi plemiški naziv kneza Svetega rimskega cesarstva, čeprav brez posvetne oblasti. Leta 1228 ji je sledila Lavantinska škofija kot četrta sufraganska škofija.
Prvi škof je bil prošt Karl von Friesach (1218–1230), ki je imel sedež v Opatiji Sekova na Zgornjem Štajerskem. Nova škofija je obsegala zgolj 13 župnij. Večino časa so sekovski škofje prebivali na gradu Seggau pri Lipnici in v Gradcu, služili so tudi kot vikarji v Vojvodini Štajerski. V času vladavine cesarja Jožefa II. je bila škofija reorganizirana in njeno ozemlje razširjeno, vendar prvotni cesarjev namen, da v Gradcu, glavnem mestu Štajerske, ustanovi nadškofijo, zaradi nasprotovanje salzburškega nadškofa ni bil uresničen.
Leta 1786 je bil škofovski sedež končno prenesen iz Sekove v graško stolnico sv. Tilna, čeprav je ime škofije ostalo nespremenjeno vse do leta 1963. Izvoljen je bil nov stolni kapitelj, ki so ga sestavljali najprej trije cerkveni dostojanstveniki in štirje kanoniki. Škofija je dotlej vključevala zgolj salzburško ozemlje na Štajerskem, hkrati je nastala kratkotrajna Leobenska škofija na Zgornjem Štajerskem. Po smrti prvega in edinega škofa v Leobnu je bila uprava tega sedeža leta 1808 zaupana graškim škofom. Sedanje meje škofije so posledica uredbe iz leta 1859, ki je škofijo Leoben pripojila Graški škofiji, le-ta pa je svoje župnije na Spodnjem Štajerskem, s (pretežno) slovensko govorečim prebivalstvom, odstopila Lavantski škofiji s sedežem v Mariboru.